# JJ Project
JJ Project (hangeul : 제이제이 프로젝트, RR : Jeijei Peulojegteu) est un duo sud-coréen composé de JB et Jinyoung. Ils ont été formés par JYP Entertainment et ont sorti leur premier single Bounce en mai 2012. Le 16 janvier 2014, les membres du duo débutent au sein du groupe Got7. 

## Biographie
En 2009, JB et Jinyoung ont auditionné avec succès chez JYP Entertainment et sont devenus stagiaires. En janvier 2012, le duo faisait partie du drama Dream High 2, diffusé sur la chaîne KBS. Puis le 20 mai, ils font leurs débuts officiels avec le single Bounce,. Le clip vidéo de la chanson a été publié sur leur chaîne YouTube officiel, et a atteint plus d'un million de vues sur en deux jours,. 
Le 26 juin 2012, le duo a été invité à enregistrer leur propre version de Na Na Na de Yoo Seung-jun, pour la deuxième saison du programme musical MM Choice de MBC. En avril 2013, le duo est apparu à nouveau en tant qu'acteur pour le drama de MBC, When a Man Falls in Love. Le 16 janvier 2014, le duo a fait ses débuts en tant que membres du boys band Got7, sous le même label. 
Le 31 juillet 2017, le groupe fait son retour avec un extended play intitulé Verse 2.

## Discographie

### EP
| Année | Title   | Détails                                                                                                | Meilleures positions | Meilleures positions | Meilleures positions | Meilleures positions | Ventes                                  |
| Année | Title   | Détails                                                                                                | KOR                  | JPN                  | US Heat              | US World             | Ventes                                  |
| ----- | ------- | --- | -------------------- | -------------------- | -------------------- | -------------------- | --------------------------------------- |
| 2017  | Verse 2 | - Date de sortie : 31 juillet 2017 - Label : JYP Entertainment - Format : CD, téléchargement numérique | 2                    | 29                   | 9                    | 2                    | - KOR: 120,673 - JPN: 3,823 - US: 1,000 |

### Albums single
| Année | Title  | Détails                                                                                            | Meilleures positions | Ventes        |
| Année | Title  | Détails                                                                                            | KOR                  | Ventes        |
| ----- | ------ | -------------------------------------------------------------------------------------------------- | -------------------- | ------------- |
| 2012  | Bounce | - Date de sortie : 20 mai 2012 - Label : JYP Entertainment - Format : CD, téléchargement numérique | 8                    | - KOR: 12,833 |

### Singles
| Année | Titre           | Meilleures positions | Meilleures positions | Ventes         | Album   |
| Année | Titre           | KOR                  | US World             | Ventes         | Album   |
| ----- | --------------- | -------------------- | -------------------- | -------------- | ------- |
| 2012  | Bounce          | 30                   | 14                   | - KOR: 238,668 | Bounce  |
| 2017  | Tomorrow, Today | 27                   | 9                    | - KOR: 48,265  | Verse 2 |

## Vidéographie

### Émissions de variétés
| Année | Titre            | Chaîne | Réf.   |
| ----- | ---------------- | ------ | ------ |
| 2012  | JJ Project Diary | MTV    | [ 19 ] |

## Récompenses et nominations

### Golden Disc Awards
| Année | Catégorie                         | Travail nommé | Résultat   |
| ----- | --------------------------------- | ------------- | ---------- |
| 2018  | Disque Daesang                    | Verse 2       | Nomination |
| 2018  | Prix de popularité (Corée du Sud) | JJ Project    | Nomination |

### Seoul Music Awards
| Année | Catégorie                       | Travail nommé | Résultat   |
| ----- | ------------------------------- | ------------- | ---------- |
| 2013  | Prix du meilleur nouvel artiste | JJ Project    | Nomination |